# Château de Klessheim
Le château de Klessheim (en allemand : Schloss Kleßheim) est un château baroque situé dans la banlieue ouest de Salzbourg en Autriche. Construit au début du XVIIIe siècle selon les plans de Johann Bernhard Fischer von Erlach, il fut une folie des princes-archevêques de Salzbourg.

## Localisation
Le château de Klessheim est situé sur le territoire de la commune de Wals-Siezenheim, à quatre kilomètres au nord-ouest du centre de la ville de Salzbourg et à un kilomètre à peine de la frontière allemande délimitée par la rivière Saalach. Il est entouré d'un grand parc dans lequel se trouve un parcours de golf et une école hôtelière. Le château et le parc sont désormais placés sous la protection du patrimoine.

## Histoire

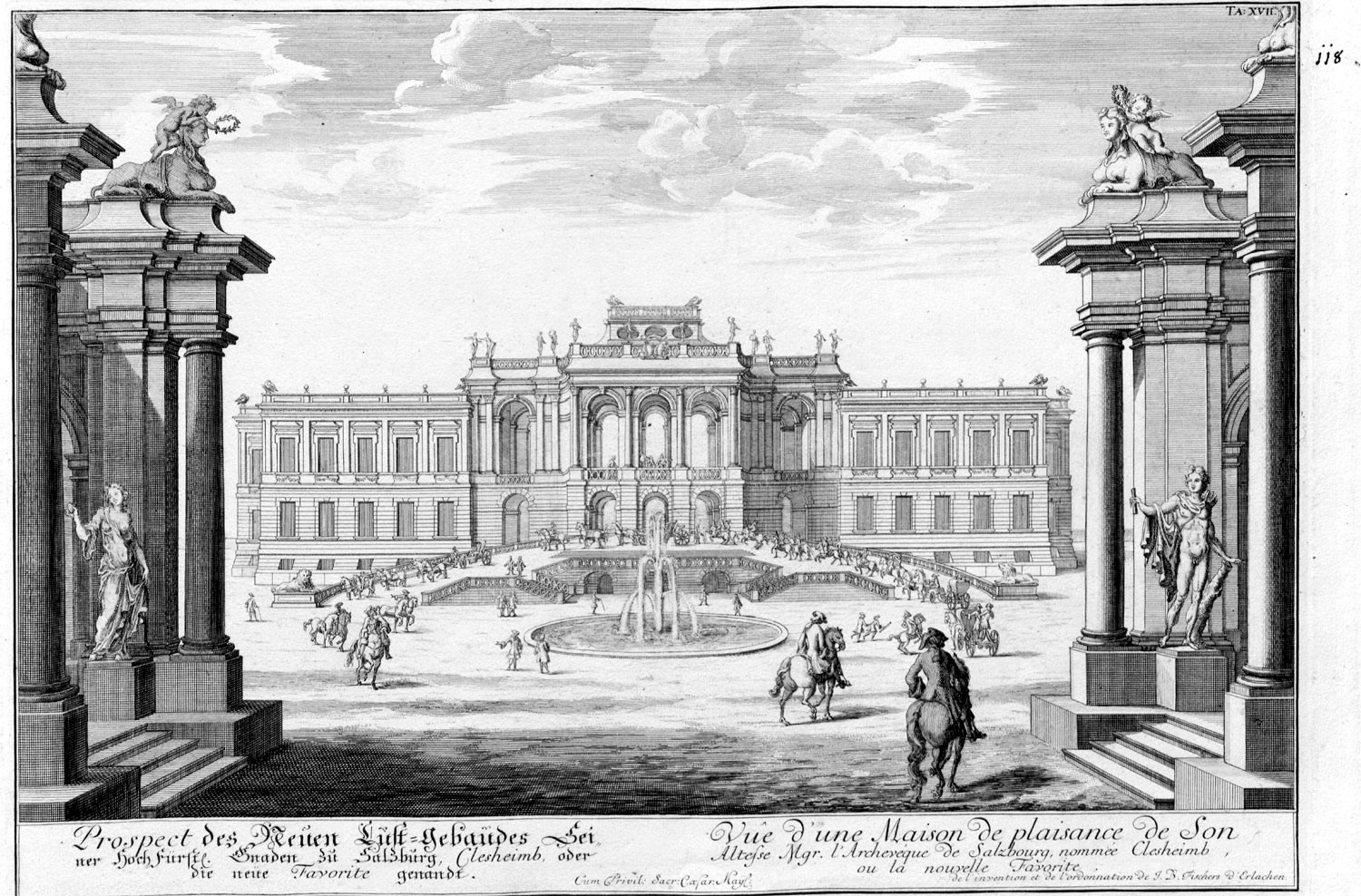
Plan du château vers 1721.

L'ancien manoir du Kleshof a été acheté par le prince-archevêque Johann Ernst von Thun und Hohenstein en 1690. Il en confie l'extension du bâtiment à l'architecte Johann Bernhard Fischer von Erlach et les travaux d'une folie de style baroque, nommée Favorita, commencèrent vers 1700. Interrompu à la mort de Thun und Hohenstein en 1709, le travail de construction a été renoué sous le règne de Leopold Anton von Firmian, à partir de 1727. Achevé en 1732, bien que sous une forme simplifiée, Klessheim a d’abord été une résidence d'été des princes-archevêques. Hieronymus von Colloredo-Mansfeld, dernier archevêque souverain de Salzbourg vers la fin du XVIIIe siècle,  est l'auteur de l'aménagement du parc dans le style du jardin à l'anglaise. 
En 1803, à la sécularisation de la principauté archiépiscopale selon les dispositions du recès d'Empire, Klessheim passe dans le domaine de la maison de Habsbourg-Lorraine, souverains de l'empire d'Autriche. En 1866, l'archiduc Louis-Victor y est relégué par son frère aîné l'empereur François-Joseph Ier d'Autriche, à la suite d’un scandale en raison de son homosexualité. L'archiduc se révèle alors un prince philanthrope et mécène. En 1882, il fit établir une maison d'hiver (Kavalierhaus), projetée par l'architecte Heinrich von Ferstel, qui abrite aujourd'hui les écoles de tourisme de Salzbourg. L'archiduc, très vénéré par les populations locales, y mourut le 18 janvier 1919. Deux ans plus tard, le complexe du château a été acquis par l'État de Salzbourg.

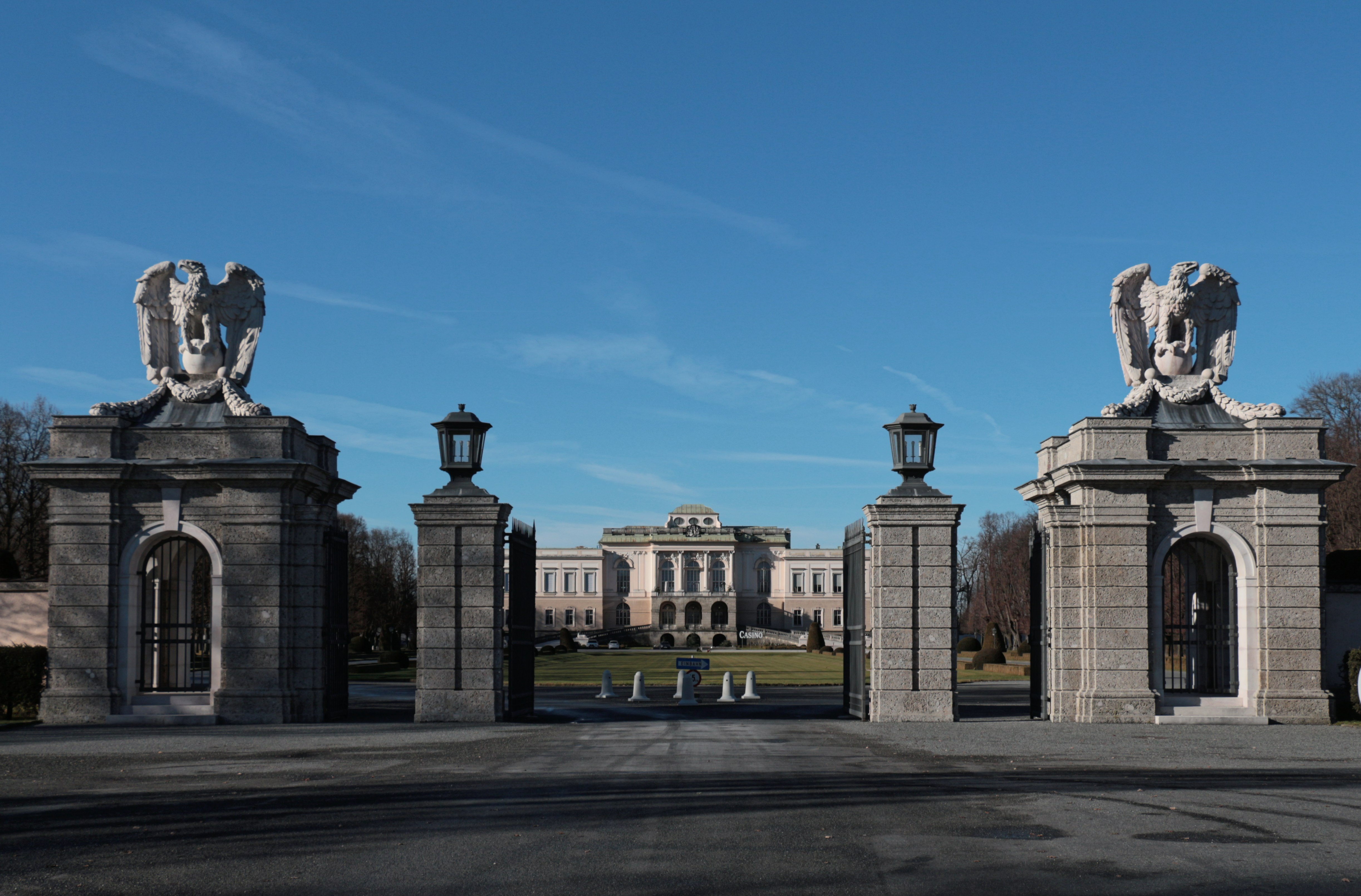
La porte construite en 1942.

De 1925 à 1935, la pédagogue Elizabeth Duncan, sœur d'Isadora Duncan y gère une école de danse,  fréquentée entre autres par Lucia Joyce, fille du romancier James Joyce, en 1928 ; le poète et sa muse Nora Barnacle ont passé tout l'été à Salzbourg. Après l'Anschluss de l'Autriche à l'Allemagne nazie en 1938, le château sert à Adolf Hitler quand il séjourne au Berghof, sa résidence alpine toute proche d’Obersalzberg, pour des conférences ou des rencontres avec des dignitaires étrangers alliés comme Benito Mussolini, Miklós Horthy, Ion Antonescu, Jozef Tiso ou Ante Pavelić. Acheté par le Reich allemand en 1941, des parties du château sont reprises dans le style de l’architecture nazie. Le 7 juillet 1944, l'officier Hellmuth Stieff planifia un attentat-suicide contre Hitler à l'occasion d’une présentation de nouveaux uniformes à Klessheim, mais ne put activer sa charge. 
Après la fin de la Seconde Guerre mondiale, le château est réquisitionné par les forces occupantes américaines. À nouveau en possession du Land de Salzbourg, il abrite depuis 1993 un casino. En 1965 il a servi de décor au film La Grande Course autour du monde réalisé par Blake Edwards.